# Polizeipräsidium Heilbronn
Das Polizeipräsidium Heilbronn mit Sitz in Heilbronn ist das für den Stadt- und Landkreis Heilbronn, den Hohenlohekreis, den Main-Tauber-Kreis und den Neckar-Odenwald-Kreis zuständige regionale Polizeipräsidium der Polizei Baden-Württemberg. Die Dienststelle entstand im Rahmen der Polizeistrukturreform in Baden-Württemberg durch die Zusammenfassung der bisherigen Polizeidirektionen Heilbronn, Künzelsau, Tauberbischofsheim und Mosbach zu einem Polizeipräsidium am 1. Januar 2014.

## Organisation
Das Polizeipräsidium ist zuständig für  842.253 Einwohner auf einer Fläche von 4407 km².
Das Polizeipräsidium Heilbronn gliedert sich, wie alle Polizeipräsidien in Baden-Württemberg, in die Direktionen Polizeireviere, Kriminalpolizeidirektion und Verkehrspolizeidirektion. Der Leitungsbereich besteht aus dem Polizeipräsidenten, den Stabsstellen Öffentlichkeitsarbeit, Strategisches Controlling und Qualitätsmanagement sowie dem Führungs- und Einsatzstab, dem Referat Kriminalprävention und der Verwaltung. Das Polizeipräsidium hat eine Personalstärke von 1211 Beamten der Schutzpolizei, 225 der Kriminalpolizei sowie 213 im Nichtvollzug.

### Direktion Polizeireviere
Der Direktion Polizeireviere am Standort des Polizeipräsidiums Heilbronn sind 13 Polizeireviere (PRev) und den Revieren sind 29 Polizeiposten (Pp) nachgeordnet. Im Einzelnen sind dies:
| Polizeirevier       | Anschrift                                     | Landkreis             | zugeordnete Polizeiposten                                                              | Lage | Bild             |
| ------------------- | --------------------------------------------- | --------------------- | -------------------------------------------------------------------------------------- | ---- | ---------------- |
| Bad Mergentheim     | Schloß 6 97980 Bad Mergentheim                | Main-Tauber-Kreis     | Weikersheim (⊙)                                                                        | ⊙    | (weitere Bilder) |
| Buchen (Odenwald)   | Bödigheimer Straße 19 74722 Buchen (Odenwald) | Neckar-Odenwald-Kreis | Adelsheim (⊙), Hardheim (⊙), Walldürn (⊙)                                              | ⊙    |                  |
| Eppingen            | Brettener Straße 57 75031 Eppingen            | Landkreis Heilbronn   | Bad Rappenau (⊙)                                                                       | ⊙    |                  |
| Heilbronn           | John-F.-Kennedy-Straße 14 74074 Heilbronn     | Stadtkreis Heilbronn  | Heilbronn-Innenstadt (⊙), Heilbronn-Sontheim (⊙)                                       | ⊙    |                  |
| Heilbronn-Böckingen | Neckargartacher Straße 108 74080 Heilbronn    | Stadtkreis Heilbronn  | Heilbronn-Böckingen (⊙), Heilbronn-Neckargartach (⊙)                                   | ⊙    |                  |
| Künzelsau           | Schillerstraße 11 74653 Künzelsau             | Hohenlohekreis        | Krautheim (⊙), Niedernhall (⊙)                                                         | ⊙    |                  |
| Lauffen             | Stuttgarter Straße 19 74348 Lauffen am Neckar | Landkreis Heilbronn   | Brackenheim (⊙), Güglingen (⊙), Leintal (⊙)                                            | ⊙    |                  |
| Mosbach             | Hauptstraße 85 74821 Mosbach                  | Neckar-Odenwald-Kreis | Aglasterhausen (⊙), Limbach (⊙), Schefflenz (⊙)                                        | ⊙    |                  |
| Neckarsulm          | Binswanger Straße 1 74172 Neckarsulm          | Landkreis Heilbronn   | Bad Friedrichshall (⊙), Bad Wimpfen (⊙), Gundelsheim (⊙), Möckmühl (⊙), Neuenstadt (⊙) | ⊙    |                  |
| Öhringen            | Karlsvorstadt 29 74613 Öhringen               | Hohenlohekreis        | Bretzfeld (⊙)                                                                          | ⊙    |                  |
| Tauberbischofsheim  | Hauptstraße 91 97941 Tauberbischofsheim       | Main-Tauber-Kreis     | Lauda-Königshofen (⊙)                                                                  | ⊙    | (weitere Bilder) |
| Weinsberg           | Haller Straße 17 74189 Weinsberg              | Landkreis Heilbronn   | Ilsfeld (⊙), Obersulm (⊙), Untergruppenbach (⊙)                                        | ⊙    | (weitere Bilder) |
| Wertheim            | Wilhelm-Blos-Straße 1 97877 Wertheim          | Main-Tauber-Kreis     | Külsheim (⊙)                                                                           | ⊙    |                  |

Weiterhin nachgeordnet sind die Führungsgruppe, die Polizeihundeführerstaffel und die Einheit Gewerbe und Umwelt.

### Kriminalpolizeidirektion
Die Kriminalpolizeidirektion (KPDir) hat ihren Sitz in Heilbronn. Innerhalb der KPDir sind acht verrichtungsorientierte Kriminalinspektionen (K) und drei Kriminalkommissariate (KK) eingerichtet.
- Führungsgruppe
- Kriminalinspektion 1 – Kapitaldelikte, Sexualdelikte, Amtsdelikte
- Kriminalinspektion 2 – Raub, Eigentums- und jugendspezifische Kriminalität, Zentrale Integrierte Auswertung
- Kriminalinspektion 3 – Wirtschaftskriminalität, Korruption, Umweltdelikte
- Kriminalinspektion 4 – Organisierte Kriminalität und Rauschgiftkriminalität
- Kriminalinspektion 5 – Cybercrime und Digitale Spuren
- Kriminalinspektion 6 – Staatsschutz
- Kriminalinspektion 7 – Einsatz- und Ermittlungsunterstützung, Kriminaldauerdienst, Datenstation
- Kriminalinspektion 8 – Kriminaltechnik
- Kriminalkommissariat Künzelsau
- Kriminalkommissariat Mosbach
- Kriminalkommissariat Tauberbischofsheim

### Verkehrspolizeidirektion
Die Verkehrspolizeidirektion hat ihren Sitz in Weinsberg. Ihr nachgeordnet sind:
- Führungsgruppe
- Dienstgruppen Bundesautobahn
- Verkehrsunfallaufnahme
- Verkehrsüberwachung
- Verkehrskommissariat Tauberbischofsheim

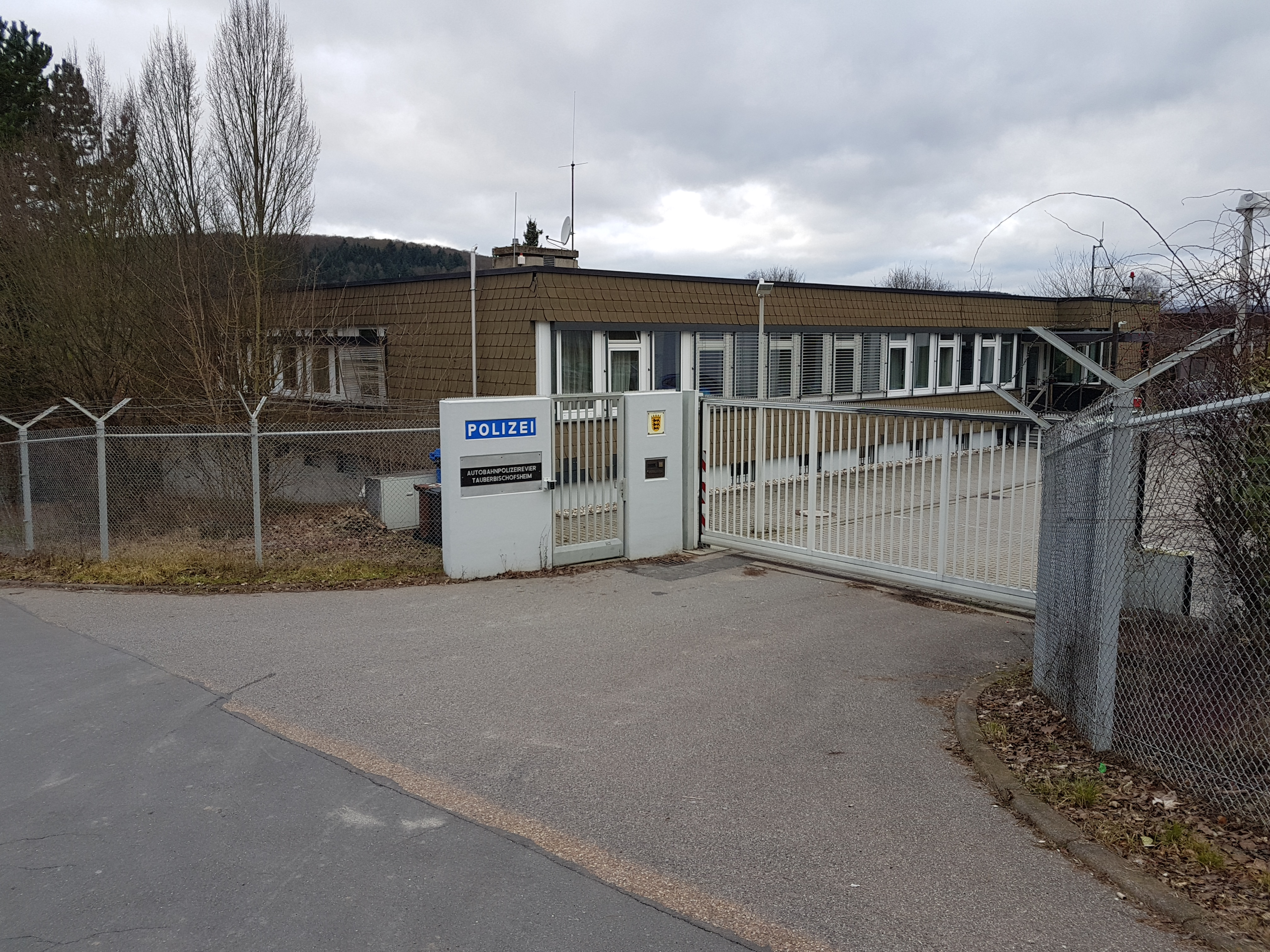
Autobahnpolizeirevier Tauberbischofsheim